# 王乾章
王乾章（1529年—1601年），字順卿，號震所，浙江金華府東陽縣人，民籍，明朝政治人物。

## 生平
嘉靖四十年（1561年）辛酉科浙江鄉試第三十六名舉人，四十一年（1562年）中式壬戌科會試第九十二名，三甲第三名進士。授中書舍人，四十四年五月升山西道監察御史，长芦巡盐，四十五年十一月出為四川按察司僉事，隆慶六年（1572年）八月復除河南按察司僉事，萬曆元年（1573年）正月升江西布政使司左參議，四年（1576年）四月升廣東按察司副使，因盜劫淮府建昌王朱載堅，奪其印而守臣匿不以聞，被罷職，八年（1580年）二月補福建按察司僉事，十年（1582年）八月升雲南布政使司右參議。

## 家族
曾祖王得志；祖父王核，教諭；父王寬，教諭。母蔡氏。慈侍下。